# Leucanopsis obvia
Leucanopsis obvia là một loài bướm đêm thuộc phân họ Arctiinae, họ Erebidae.